# Хроніка Іловайської трагедії. Війна, якої не було
Хроніка Іловайської трагедії. Війна, якої не було — друга книга українського військовика й письменника Романа Зіненка. Книгу присвячено одній з найбільш трагічних частин сучасної російсько-української війни, Боям за Іловайськ.
Книгу написано українською мовою, видано 2019 року в друкованій та електронній версіях, вона має 700 сторінок.

## Про книгу
«Хроніка» являє собою дослідження подій серпня 2014 року під Іловайськом. В роботі над книгою було використано спогади офіцерів та бійців, які брали безпосередню участь в тих подіях. Розповідь ведеться з врахуванням згадок представників всіх 25 підрозділів, що брали участь в боях. Після виходу автор провів серію презентацій книги, зокрема в Луцьку, Львові, Дніпрі, Чернівцях, Кривому Розі, Одесі та інших містах.
Додатково використовувались документальні відео та фотоматеріали боїв. В основу книги також лягли звіт слідчої комісії Верховної ради та деякі з журналістських досліджень. Частина фактажу з книги не є широко відомою.

### Частини
Книги належать до серії «Своя війна» за редакцією Юрія Бутусова (редактор видання Цензор.нет). Книгу видано у двох томах:
- Перша частина присвячена подіям  7–24 серпня 2014 року (448 сторінок),
- Друга частина висвітлює 25–31 серпня 2014 року.

### Презентації
- Чернівці [Архівовано 8 липня 2019 у Wayback Machine.]
- Кривий Ріг [Архівовано 8 липня 2019 у Wayback Machine.]
- Дніпро [Архівовано 8 липня 2019 у Wayback Machine.]
- Луцьк
- Здолбунів